# 1. maj
1. maj er dag 121 i året i den gregorianske kalender (dag 122 i skudår). Der er 244 dage tilbage af året.
Dagen kaldes Philip og Jacobs dag, majdag, valborgsdag, valborgsmesse eller voldermisse.
Philip og Jacob var Jesu apostle, der ifølge legenden blev martyrdræbt i Lilleasien engang i det første århundrede.
Valborg var en engelsk prinsesse og abbedisse, der døde i 779. Hun var benediktinernonne i Hildesheim i Tyskland. 
Siden førkristen tid har man i Tyskland fejret skiftet fra vinter til sommer aftenen før 1. maj, valborgsaften, med bålfest. I Norden har man længe kaldt dagen for valborgsmesse.
Majkat svarer til foregående måneds aprilsnar. Den 1. maj har i Danmark været brugt som narredag, og her bliver offeret kaldt "majkat" eller "maj-månedskat". En del af baggrunden for dette navn hænger måske sammen med den gamle overtro, at katte der er født i maj, skulle se dårligt.
Dagens praktiske betydning i gamle danske landsbyer i Danmark var den faste bestemmelse, at i dyrkningsfællesskab med vangebrug skulle gærderne om bygmarken være lukkede til majdag, og disse gærder skulle blive stående indtil mikkelsdag (29. september), ligesom det var skik i de gamle bondesamfund, at bystævnet på denne dag holdt årsmøde og valgte bl.a. oldermand. 1. maj og 1. november er desuden traditionel skiftedag, hvor man kunne begynde i ny tjenesteplads.
1. maj blev stiftet som arbejderbevægelsens internationale kampdag på Socialistisk Internationales kongres i 1889 – i 100-året for Den Franske Revolution.
I Danmark fejres det stadig tidligt om morgenen i mange fagforeninger og i Socialdemokraternes, SF's og Enhedslistens partiforeninger. Om eftermiddagen er der taler og sang og meget mere i alle større danske byer.

### Begivenheder
Født - Dødsfald
- 1544 - Tyrkiske tropper besætter Ungarn.
- 1564 - Tycho Brahe foretager sine første observationer med et rigtigt astronomisk instrument.
- 1611 - Christian IV tvinger Rigsrådet til at godkende en krigserklæring mod Sverige; den såkaldte Kalmarkrig kommer til at vare 2 år.
- 1775 - Den Kongelige Porcelænsfabrik i København grundlægges af apotekeren og mineralogen F. H. Müller.
- 1786 - Mozarts opera Figaros Bryllup har urpremiere i Wien.
- 1819 - I Frankrig gennemføres en lov om indførelse af pressefrihed.
- 1823 - I England findes skelettet af en mammut.
- 1851 - Dronning Victoria åbner historiens første verdensudstilling, der finder sted i Hyde Park i London.
- 1890 - I Danmark holdes for første gang socialdemokratisk demonstrationsdag (1. maj fest). Dagen markerer international solidaritet og minder om, at arbejderne i USA i 1888 rejste krav om 8 timers arbejdsdag.
- 1911 - I Indianapolis i USA afvikles Indianapolis bilvæddeløbet over 500 miles for første gang.
- 1918 - Den danske ingeniør- og entreprenørvirksomhed Højgaard & Schultz grundlægges.
- 1923 - Danmark får sin første færdselslov.
- 1925 - Cypern bliver britisk koloni.
- 1931 - Empire State Building i New York, USA, indvies efter 1 1/2 års byggeri. Bygningen var, dengang, verdens højeste, med 448,6 meter.
- 1945 - Soldater fra Den Røde Hær hejser det sovjetiske flag over den udbrændte Rigsdagsbygning i Berlin.
- 1949 - Den hollandske astronom Gerard Kuiper opdager Nereid, Neptuns yderste og tredjestørste måne.
- 1960 - Et amerikansk strategisk rekognosceringsfly af typen U-2 skydes ned ved Sverdlovsk i Sibirien i Sovjetunionen. Piloten, Gary Francis Powers, redder sig ud med faldskærm og bliver arresteret. Han idømmes ti års fængsel for spionage, men løslades efter nogle få år.
- 1961 - Fidel Castro udråber Cuba som en socialistisk nation.
- 1965 - Det amerikanske jagerfly Lockheed YF-12A sætter datidig hastighedsrekord med 3.331,5 km/t. Rekorden opnås i 24.462 meters højde.
- 1967 - I Las Vegas, USA, bliver Elvis Presley og Priscilla Beaulieu gift.
- 1968 - Den første Legoland åbner i Billund.
- 1975 - De første kvindelige konstabler uddannes ved Livgarden.
- 1975 - Solmærket kommer på gaden for første gang.
- 1978 - I Fælledparken i København fældes "Bombemanden" af sin egen bombe. Han viser sig at være en 19-årig gymnasieelev.
- 1979 - Grønlands hjemmestyre trådte i kraft.  Det erstattedes i 2009 af Grønlands Selvstyre.
- 1982 - Engelske fly bomber Port Stanley airport på Falklandsøerne under Falklandskrigen.
- 1985 - USA's præsident Ronald Reagan iværksætter en total Handelsembargo mod Nicaragua.
- 1988 - Bagmandspolitiet rejser tiltale mod ejerne af Jydekompagniet i Herning for bedrageri for 45 millioner kr.
- 1995 - I protest mod løn- og arbejdsforholdene indleder de danske sygeplejersker en landsomfattende konflikt.
- 1997 - Ved et jordskredsvalg overtager Labour magten i Storbritannien og sætter dermed en stopper for 18 års konservativt styre. Labour får 44,4 procent af stemmerne, hvilket giver 419 mandater i Underhuset. Ny premierminister bliver New Labours Tony Blair.
- 2001 - i Danmark reduceres antallet af tankstationer som sælger 98 oktan benzin fra 2356 til 190, og er inden årets udgang nede på 128[1]
- 2004 - Cypern, Estland, Letland, Litauen, Malta, Polen, Slovakiet, Slovenien, Tjekkiet og Ungarn optages i Den europæiske Union.
- 2005 - Bornholmstrafikken indsætter to nye ropax-færger på ruten Rønne-Køge.
- 2008 - Brøndby IF vinder den DBUs Landspokalturnering for herrer med en 3-2 sejr over Esbjerg fB i Parken

### Født
- 1218 - Rudolf 1. af Tyskland, tysk-romersk konge (død 1291).
- 1769 - Arthur Wellesley, engelsk hertug og premierminister (død 1852).
- 1853 - Calamity Jane, amerikansk spejder og western-artist (død 1903).
- 1872 - Hugo Alfvén, svensk komponist (død 1960).
- 1894 - Carl Petersen, dansk politiker (død 1984).
- 1914 - Aage Stentoft, dansk komponist og teaterdirektør (død 1990).
- 1916 - Glenn Ford, canadisk skuespiller (død 2006).
- 1917 - Danielle Darrieux, fransk skuespillerinde (død 2017).
- 1917 - Wendy Toye, britisk filminstruktør og skuespiller (død 2010).
- 1923 - Joseph Heller, amerikansk forfatter (død 1999).
- 1925 - Scott Carpenter, amerikansk astronaut (død 2013).
- 1926 - Henning Fonsmark, dansk chefredaktør og mag.art. (død 2006).
- 1927 - Greta Andersen, dansk svømmer (død 2023).
- 1941 - Birte Weiss, dansk journalist samt tidligere minister og folketingsmedlem.
- 1945 - Rita Coolidge, amerikansk sangerinde.
- 1946 - John Woo, filminstruktør fra Hong Kong.
- 1949 - Anne Marie Vessel Schlüter, dansk balletskoleleder.
- 1950 - Danny McGrain, skotsk fodboldspiller.
- 1960 - Peter Mikkelsen, dansk fodbolddommer (død 2019).
- 1964 - Peter Skaarup, dansk folketingsmedlem.
- 1968 - Oliver Bierhoff, tysk fodboldspiller.
- 1970 - Morten Bødskov, dansk folketingsmedlem.
- 1973 - Oliver Neuville, tysk fodboldspiller.
- 1973 - Lee Barrow, engelsk tidligere fodboldspiller.
- 1975 - Maya Ilsøe, dansk manuskriptforfatter.
- 1979 - Morten W. Sørensen, dansk squashspiller.
- 1984 - Mikkel Boe Følsgaard, dansk skuespiller.

### Dødsfald
- 1639 - Christian Friis til Kragerup, dansk adelsmand og kansler (født 1581).
- 1860 - Anders Sandøe Ørsted, dansk embedsmand og minister (født 1778).
- 1870 - Gabriel Lamé, fransk fysiker og matematiker (født 1795).
- 1873 - David Livingstone, skotsk missionær og opdagelsesrejsende (født 1813).
- 1882 - William Wain, engelsk-dansk ingeniør og maskinfabrikant (født 1819).
- 1904 - Antonin Dvorák, tjekkisk komponist (født 1841).
- 1945 - Joseph Goebbels, nazitysk propagandaminister (født 1897) - selvmord.
- 1964 - Marcel Rasmussen, dansk grafiker (født 1913).
- 1965 - Spike Jones, amerikansk orkesterleder, musiker og komiker (født 1911).
- 1971 - Ejnar Mikkelsen, dansk polarforsker og forfatter (født 1880).
- 1973 - Asger Jorn, dansk maler (født 1914).
- 1977 - Arne Sørensen, dansk fodboldspiller og -landstræner (født 1917).
- 1989 - Anne Mari Lie, dansk forfatter og skuespiller (født 1945).
- 1994 - Ayrton Senna, brasiliansk verdensmester i Formel 1 (født 1960) - bilulykke.
- 1997 - Bo Widerberg, svensk filminstruktør og manuskriptforfatter (født 1930).
- 1998 - Eldridge Cleaver, amerikansk politisk aktivist (født 1935).
- 2004 - Ejler Bille, dansk billedkunstner (født 1910).
- 2005 - Justus Hartnack, dansk filosof (født 1912).
- 2008 - Philipp Freiherr von Boeselager, tysk officer fra anden verdenskrig (født 1917).
- 2008 - Deborah Jeane Palfrey, amerikansk bordelmutter (født 1956).
- 2008 - Anthony Mamo, maltesisk politiker og præsident (født 1909).